# جيما دارسي
جيما دارسي (بالإنجليزية: Gemma D'Arcy)‏ هي ناشِطة بريطانية، ولدت في 1983، وتوفيت في 1990 بسبب ابيضاض الدم.